# Phintella castriesiana
Phintella castriesiana là một loài nhện trong họ Salticidae.
Loài này thuộc chi Phintella. Phintella castriesiana được Grube miêu tả năm 1861.